# Stahlberg (Bärenstein)
Stahlberg ist eine Siedlung, die zur Gemeinde Bärenstein im Erzgebirgskreis (Freistaat Sachsen) gehört. Sie wurde 1896 eingemeindet und bildet heute den Südteil des Hauptorts Bärenstein.

## Geografie

### Lage

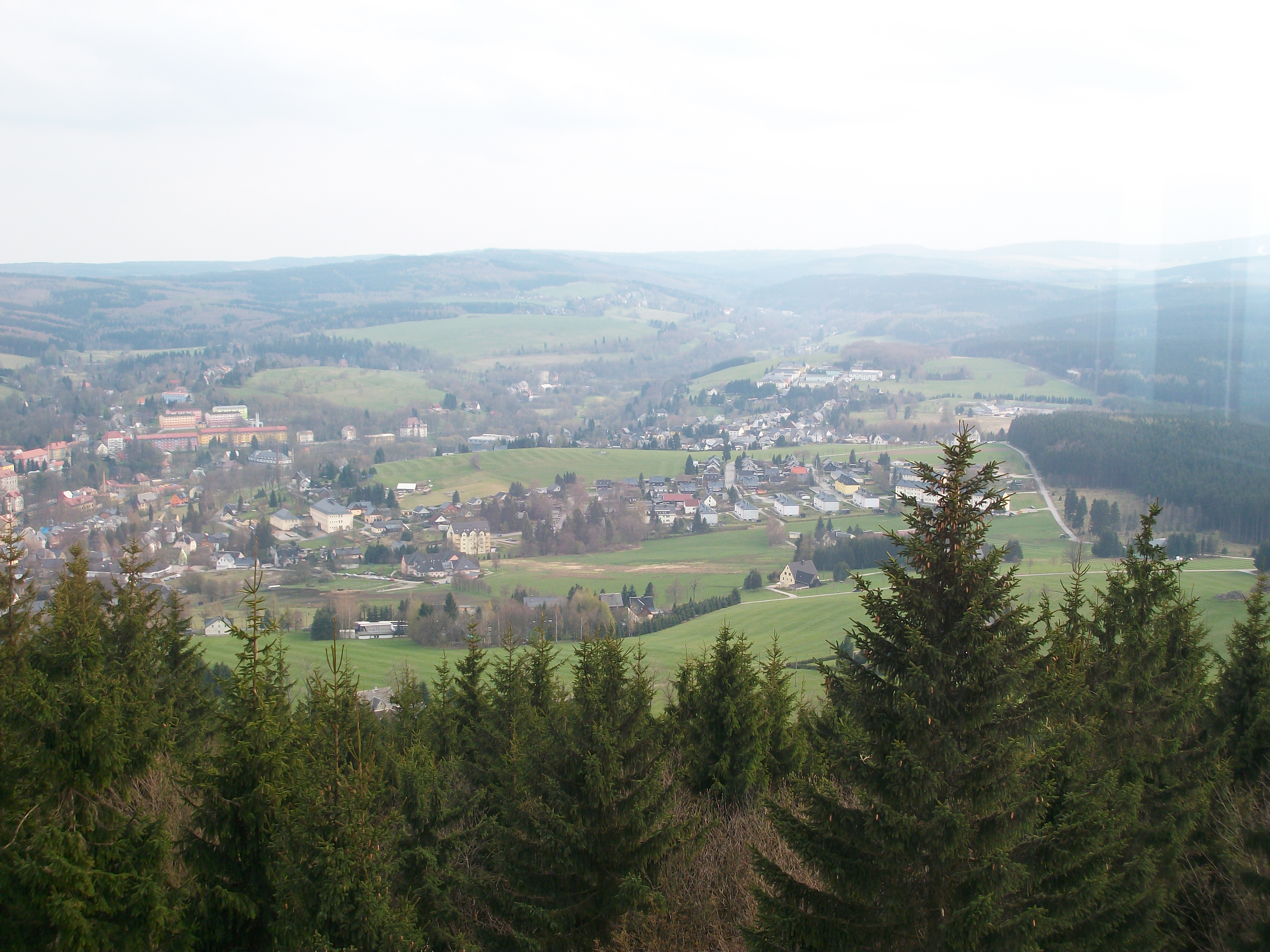
Blick auf Bärenstein und Vejprty (links) und den Bärensteiner Gemeindeteil Stahlberg (rechts) vom Berg Bärenstein

Stahlberg schließt sich im Süden an das Siedlungsgebiet von Bärenstein an. Die Siedlung liegt im Mittleren Erzgebirge im Tal des Pöhlbachs, der im Ortsbereich gleichzeitig die Staatsgrenze zur Tschechischen Republik bildet. Auf böhmischer Seite liegt die Stadt Vejprty (Weipert). Im Westen des Orts befindet sich die Talsperre Cranzahl. Im Südwesten befindet sich der Berg Feuerturm (851 m ü. NHN), dessen Höhenzug die historische Bezeichnung „Stahlberg“ trägt. Als historischer Ortsteil wurde früher Unterstahlberg ausgewiesen.

### Nachbarorte
| Cranzahl | Bärenstein                                  |                   |
| Neudorf  | Kompassrose, die auf Nachbargemeinden zeigt | Vejprty (Weipert) |
|          | Niederschlag                                |                   |

## Geschichte

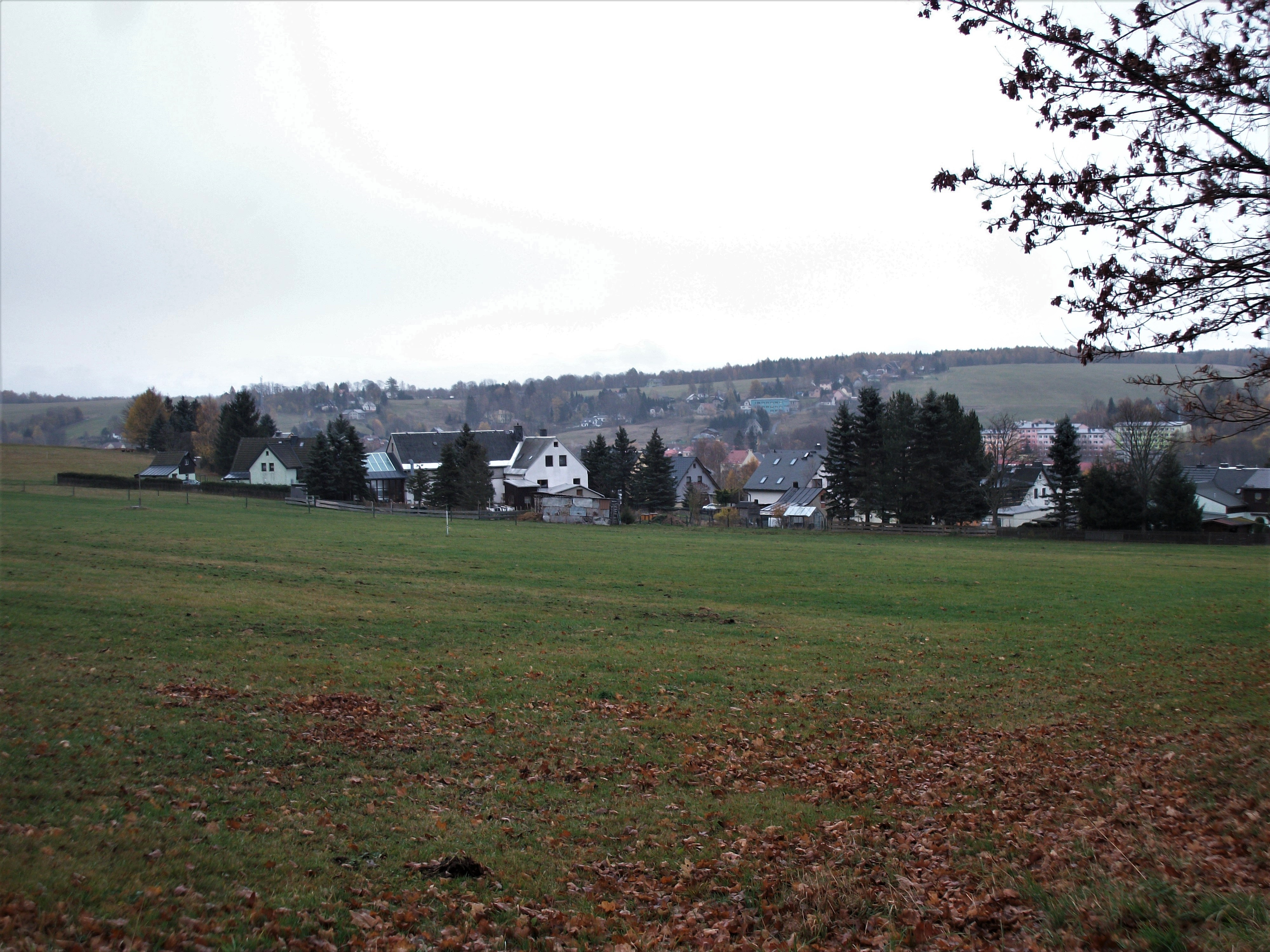
Ältere Gebäude in Stahlberg

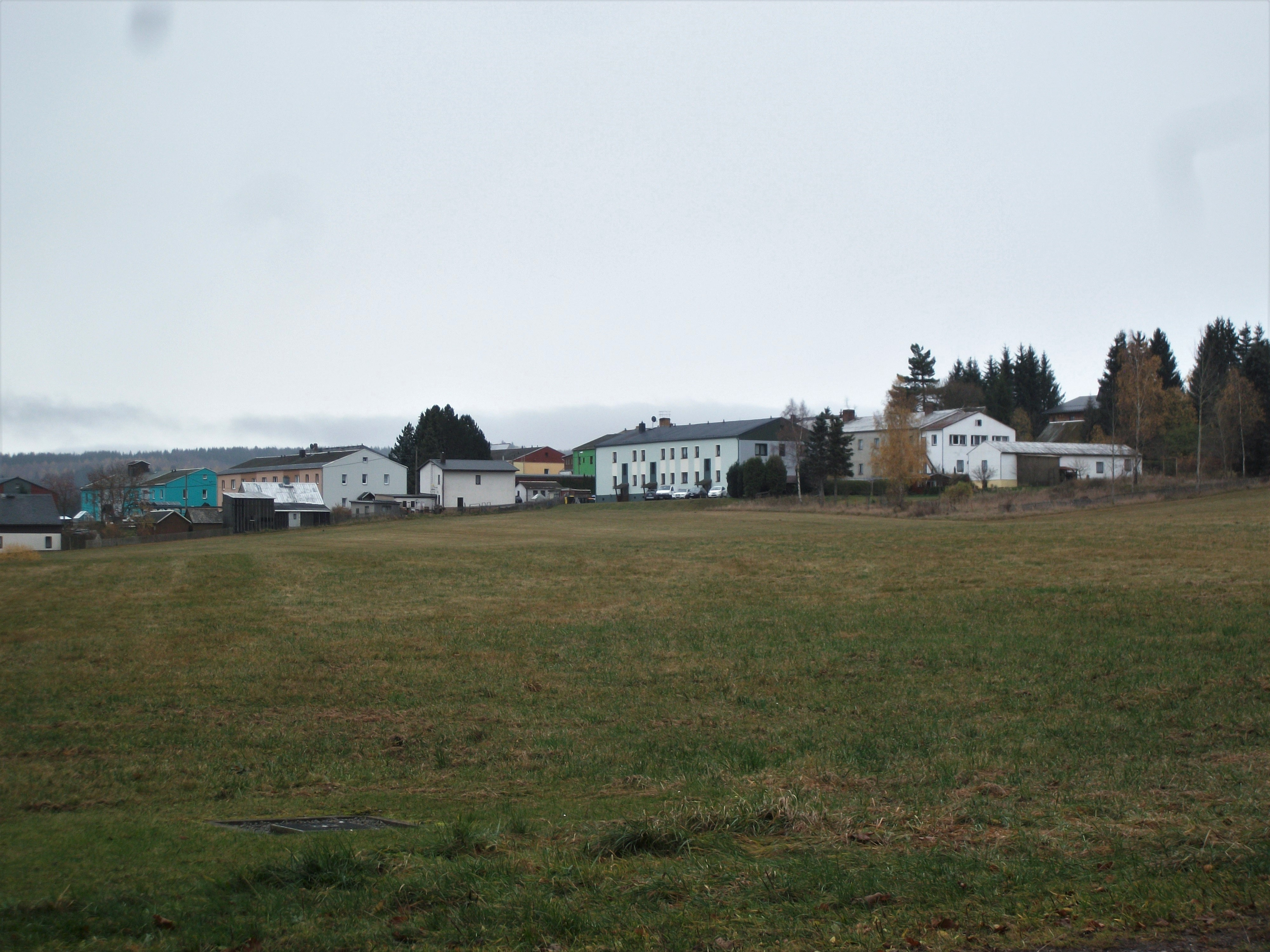
Neuere Gebäude in Stahlberg

Im 16. Jahrhundert bezeichnete „Stahlberg“ den Höhenzug westlich des Pöhlbachtals, der heute die Berge Feuerturm (851 m ü. NHN) und Toskabank (887 m ü. NHN) umfasst. Erst Mitte des 17. Jahrhunderts ging der Name auf die Siedlung über, die sich auf der nordöstlich vorgelagerten Höhe bildete. Die Siedlung Stahlberg, die heute fast mit dem nördlicher gelegenen Bärenstein zusammengewachsen ist, entstand ein Jahrhundert nach der urkundlichen Ersterwähnung von Bärenstein im Jahr 1525. Ähnlich wie die benachbarte Siedlung Niederschlag im Süden entstand Stahlberg um 1650 an der Grenze des Kurfürstentums Sachsen. Aufgrund der einsetzenden Gegenreformation im benachbarten Königreich Böhmen siedelten sich protestantische Glaubensflüchtlinge (Exulanten) in der Gegend an, wodurch neben Stahlberg auch die Nachbarorte Niederschlag und Hammerunterwiesenthal gegründet wurden. Kirchlich ist Stahlberg seit 1658 in die evangelische Kirchgemeinde in Bärenstein gepfarrt.
Vom 17. bis ins 19. Jahrhundert wurde südlich von Stahlberg Bergbau auf Zinn-, Silber- und Kupfererz betrieben. Bekannte Fundgruben sind u. a. der „Kramer Stolln“ und der „Jakob Stolln“.
Politisch gehörte Stahlberg wie Bärenstein zunächst zum kursächsischen bzw. königlich-sächsischen Amt Grünhain (Unteramt Schlettau). Der Nachbarort Niederschlag gehörte bereits zum Kreisamt Schwarzenberg (Unteramt Crottendorf). Bei der im Jahre 1832/33 erfolgten Neuorganisation des Kreisamtes Schwarzenberg wurde das bisher zum Amt Grünhain gehörige Stahlberg mit dem südöstlichen Teil des Kreisamts Schwarzenberg um Oberwiesenthal zum neu gegründeten Justiz- und Rentamt in Oberwiesenthal, das den Namen Amt Wiesenthal bzw. Gericht Wiesenthal trug, vereinigt. Bärenstein verblieb hingegen beim Amt Grünhain. Seit 1856 gehörte Stahlberg zum Gerichtsamt Oberwiesenthal, dessen Verwaltungsbezirk im Jahr 1875 der Amtshauptmannschaft Annaberg angegliedert wurde. Im Jahr 1896 erfolgte die Eingemeindung von Stahlberg nach Bärenstein.
Im 19. Jahrhundert existierte in Stahlberg eine Schule, in die der Großteil der Stahlberger Schüler geschult war. Die Freiwillige Feuerwehr Bärenstein wurde 1876 erstmals im Ortsteil Stahlberg in der Ortschronik erwähnt. Nachdem sie einige Jahre darauf wieder aufgelöst wurde, existierte im Jahr 1895 ein Löschzug Stahlberg der Freiwilligen Feuerwehr Bärenstein. Nachdem die Stahlberger Feuerwehr im Jahr 1903 neu gegründet worden war, zählte sie im Jahr 1905 80 Kameraden und zum 25-jährigen Bestehen im Jahr 1930 170 aktive und passive Mitglieder. 1931 besaß die Freiwillige Feuerwehr Stahlberg sogar eine Musikkapelle. Mit dem Zusammenschluss der Feuerwehren in Stahlberg, Mittelbärenstein und Kühberg zur FF Bärenstein endete im Jahr 1936 die Eigenständigkeit der Stahlberger Feuerwehr.
Zwischen 1948 und 1954 erfolgte der Abbau von Uranerz durch die SAG Wismut in den Schächten „Stalinschacht 281“ und „Stalinschacht 282“.
Durch die zweite Kreisreform in der DDR kam Stahlberg als Gemeindeteil der Gemeinde Bärenstein im Jahr 1952 zum Kreis Annaberg im Bezirk Chemnitz (1953 in Bezirk Karl-Marx-Stadt umbenannt), der ab 1990 als sächsischer Landkreis Annaberg fortgeführt wurde und 2008 im Erzgebirgskreis aufging.

## Tourismus
- Kammweg Erzgebirge–Vogtland westlich des Orts[12]
- Stoneman Miriquidi, die anspruchsvollste Mountainbikestrecke im Erzgebirge, ebenfalls westlich des Orts[13][14]

## Verkehr
Im Osten des Orts verläuft die Bundesstraße 95. Stahlberg ist durch die zwischen Bärenstein und Oberwiesenthal verkehrende Buslinie an den öffentlichen Verkehr angebunden. Eine Bushaltestelle im Ort trägt den Namen „Stahlberg“.